# Stefan Bohnenberger

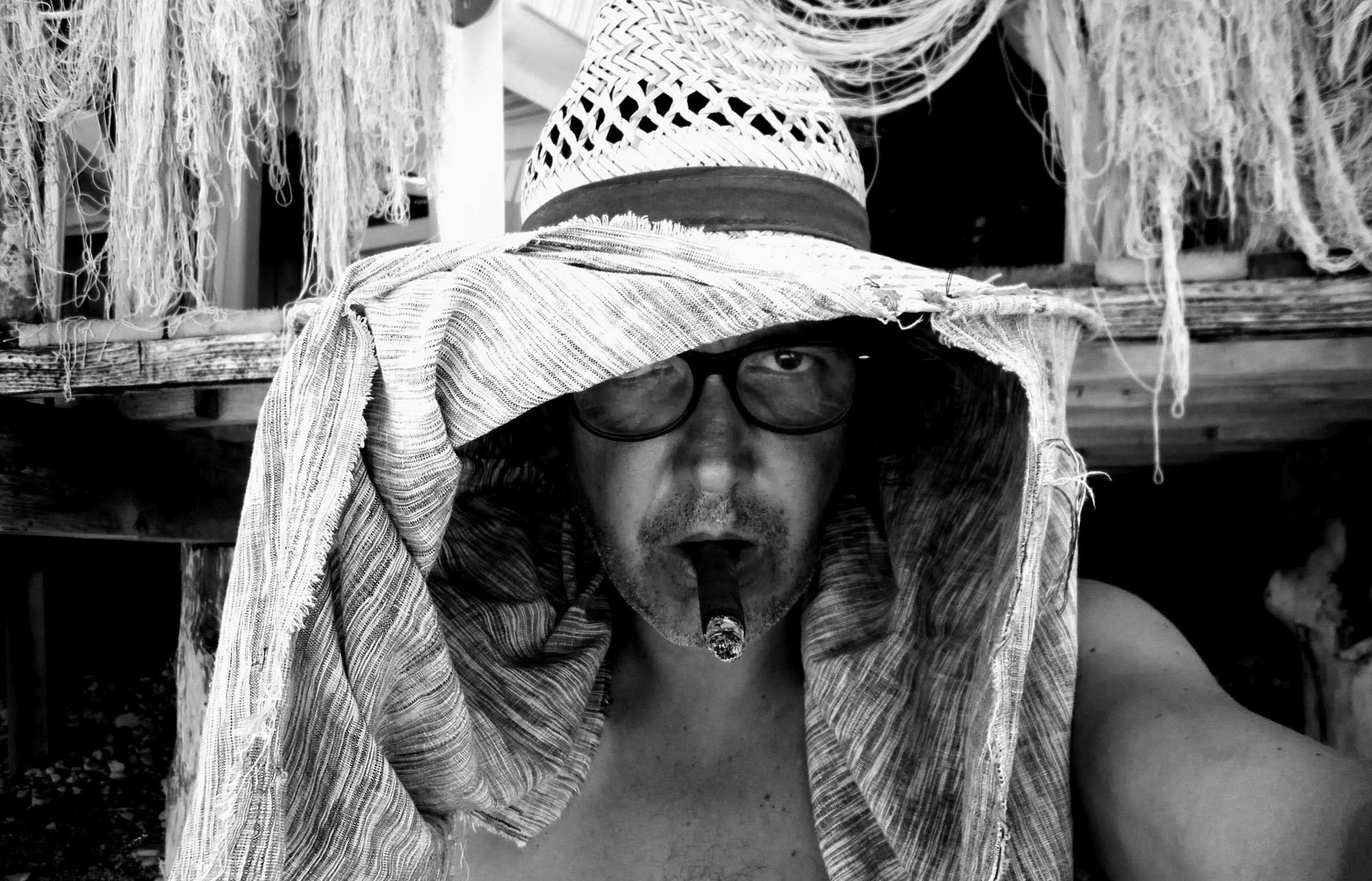
Stefan Bohnenberger, Ithaka 2012

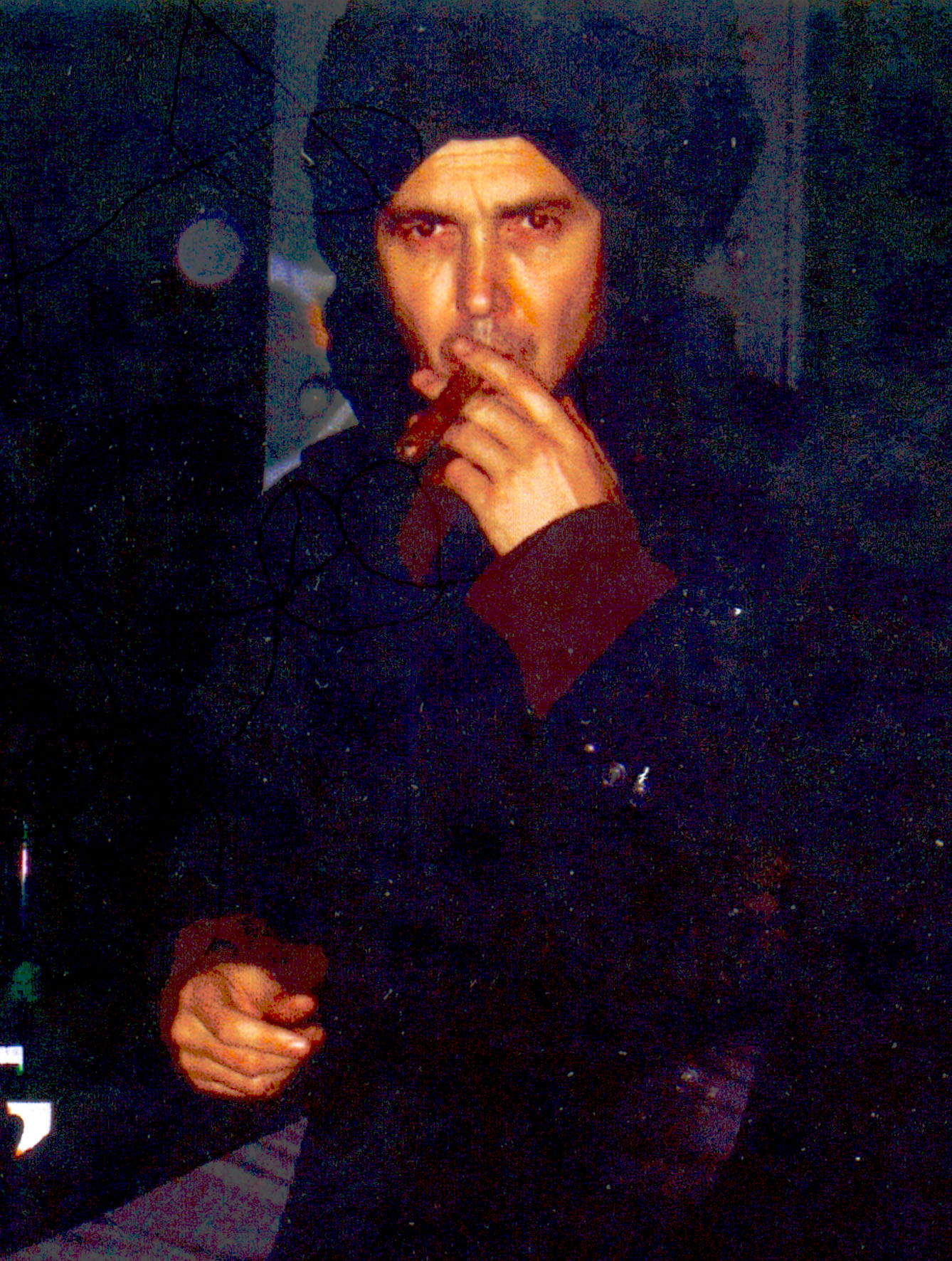
Stefan Bohnenberger, Beirut 2009

Stefan Bohnenberger (* 5. Juli 1959 in München) ist ein deutscher bildender Künstler, Filmemacher, Autor und Herausgeber. Er gehört zu den Vertretern der Poetischen Konzeptkunst.

## Leben
Bohnenberger wurde als viertes Kind eines Autorennfahrers und Yoga-Lehrers aus Stuttgart und einer Tänzerin am Wiener Burgtheater geboren. Bohnenberger wuchs in München auf, wo er die Rudolf-Steiner-Schule besuchte. Zunächst studierte er ein Jahr lang klassische Gitarre am Richard-Strauss-Konservatorium in München. Er wechselte im Wintersemester 1980 an die Johann Wolfgang Goethe-Universität in Frankfurt und dann an die Freie Universität Berlin, wo er Kunst- und Filmwissenschaften bis 1986 studierte.
Kunstwerke von Bohnenberger werden seit über 20 Jahren national und international in unterschiedlichen Galerien und Museen ausgestellt. Beispielsweise wurde 1991 im Württembergischen Kunstverein Stuttgart Das Goldene Zeitalter ausgestellt. 1993 wurde Licht-Räume sowohl im Museum Folkwang als auch im Bauhaus Dessau ausgestellt. Im Jahr 1995 wurde Goldquadrat in der Galerie Voges & Deisen in Frankfurt ausgestellt. Nach weiteren Ausstellungen folgte 1998 die Ausstellung Vollkommen gewöhnlich und Germanischen Nationalmuseum in Nürnberg. Eine seiner momentan letzten Ausstellungen war im Jahr 2011 die Ausstellung Hinten Sein, vorne Dasein im Fumoir/Rookzaal in Brüssel, zu der auch das entsprechende Buch gemeinsam mit Josef Schlecht erstellt worden ist.

Seit seinem zwölften Lebensjahr sind zahlreiche Kurzfilme entstanden. 1982 entstand der Reisefilm Über die Vergänglichkeit des Augenblickes mit dem deutschen Dramatiker und Regisseur René Pollesch. 

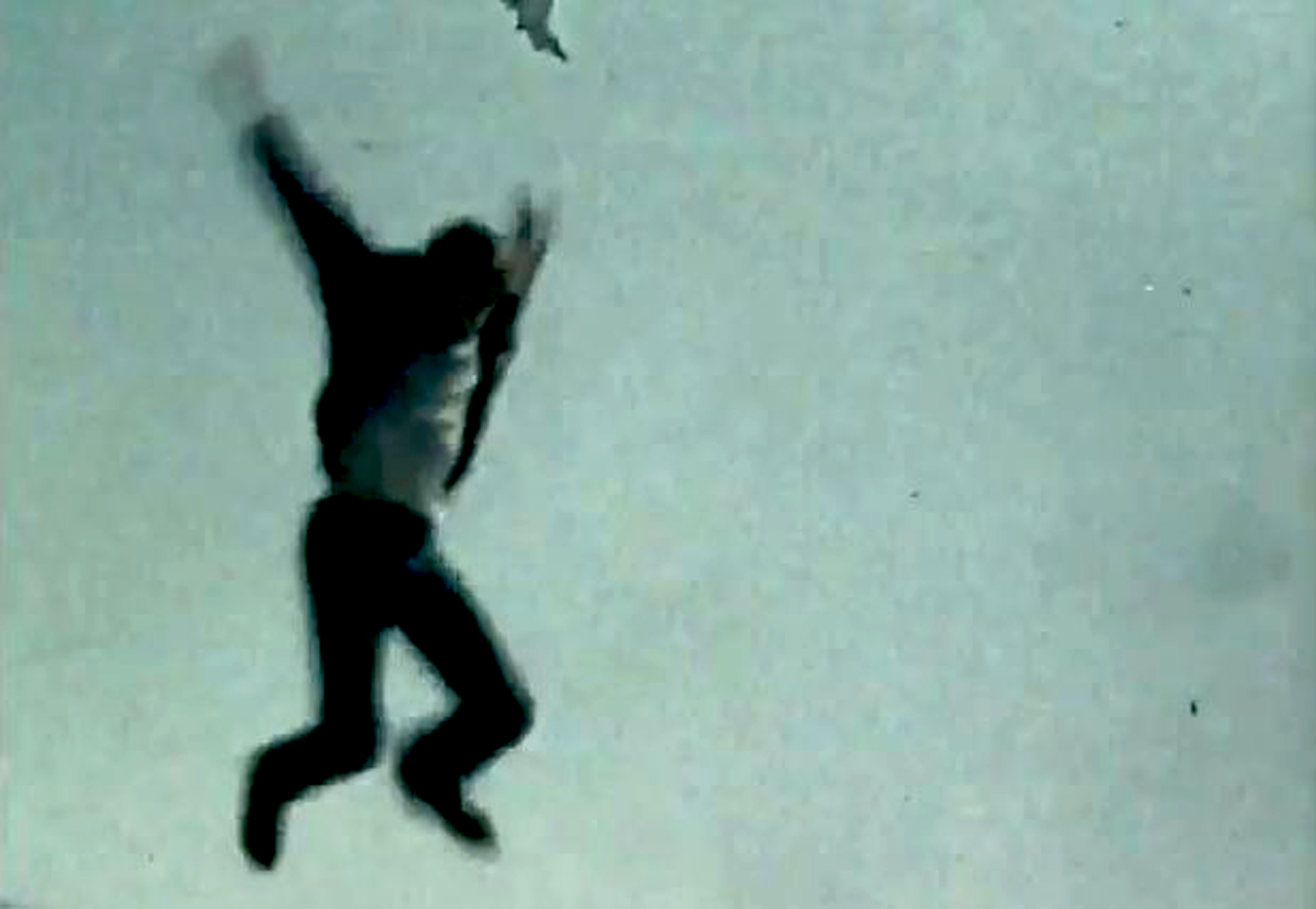
Über die Vergänglichkeit des Augenblickes, Filmstill 1982

 Der Kurzfilm Missa Solemnis aus dem Jahr 1984 ist in Zusammenarbeit mit Robert Plitt und Charles Citron entstanden. Der Film gewann einen Preis bei der 1. Frankfurter Schüler- und Jugendschau in Frankfurt am Main. Sein aus dem Jahr 2001 stammender Film Shigerat, der in Zusammenarbeit mit Simon Vogel entstand, wurde 2002 im Rautenstrauch-Joest-Museum Köln gemeinsam mit dem Buch präsentiert. Der in Zusammenarbeit mit Milena Bochet entstandene Film Donkey Shot wurde 2003 beim International Filmfestival in Gizeh und beim Argos Filmfestival in Brüssel aufgeführt, 2004 folgten Aufführungen beim  Lyon Filmfestival und Filmfestival Marseille in Frankreich. In den letzten Jahren machte Bohnenberger vermehrt kurze Videoclips, die er Heiku-Filme nennt. Er benutzt hierfür einzig Master- und Martini Shots.
Gemeinsam mit dem seit 1988 in Schweden lebenden Künstler Jerry Williams (* 1943) war Bohnenberger 2001 Kurator für The Grand Panorama in the Slaughterhouse, Konst I Fyrstad in Uddevalla, Schweden.

Bohnenberger unternahm seit 1980 ausgedehnte Reisen nach Mittel- und Südamerika, Indien und auf die Halbinsel Sinai. Er lebte zeitweise mit den Mezeina-Beduinen im Süd-Sinai. Auf den Reisen entstanden Reisetagebücher (ca. 500 mit insgesamt über 40.000 Seiten), Fotografien, Filme und ortsgebundene Installationen. 

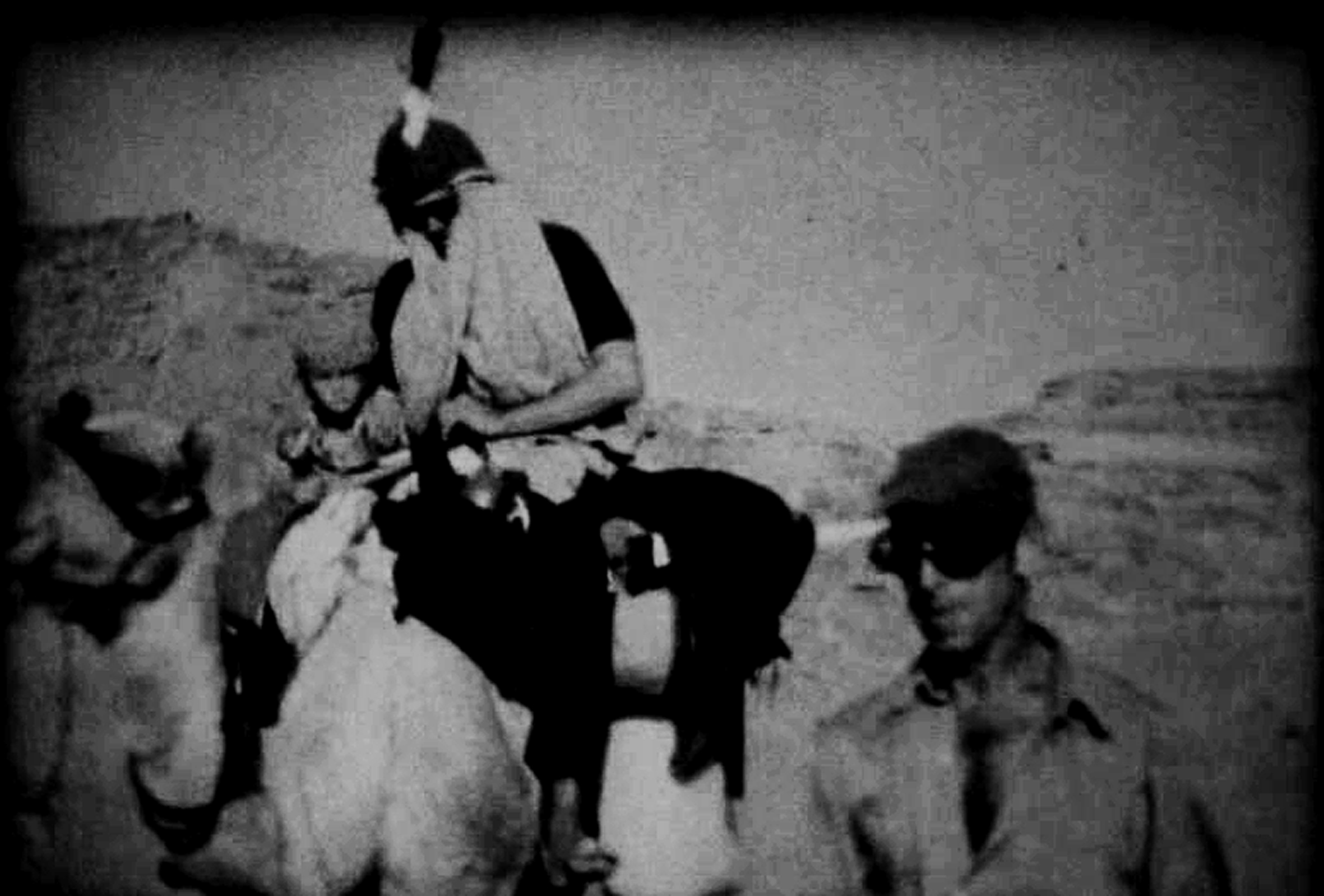
Sinai Durchquerung, Filmstill 2007

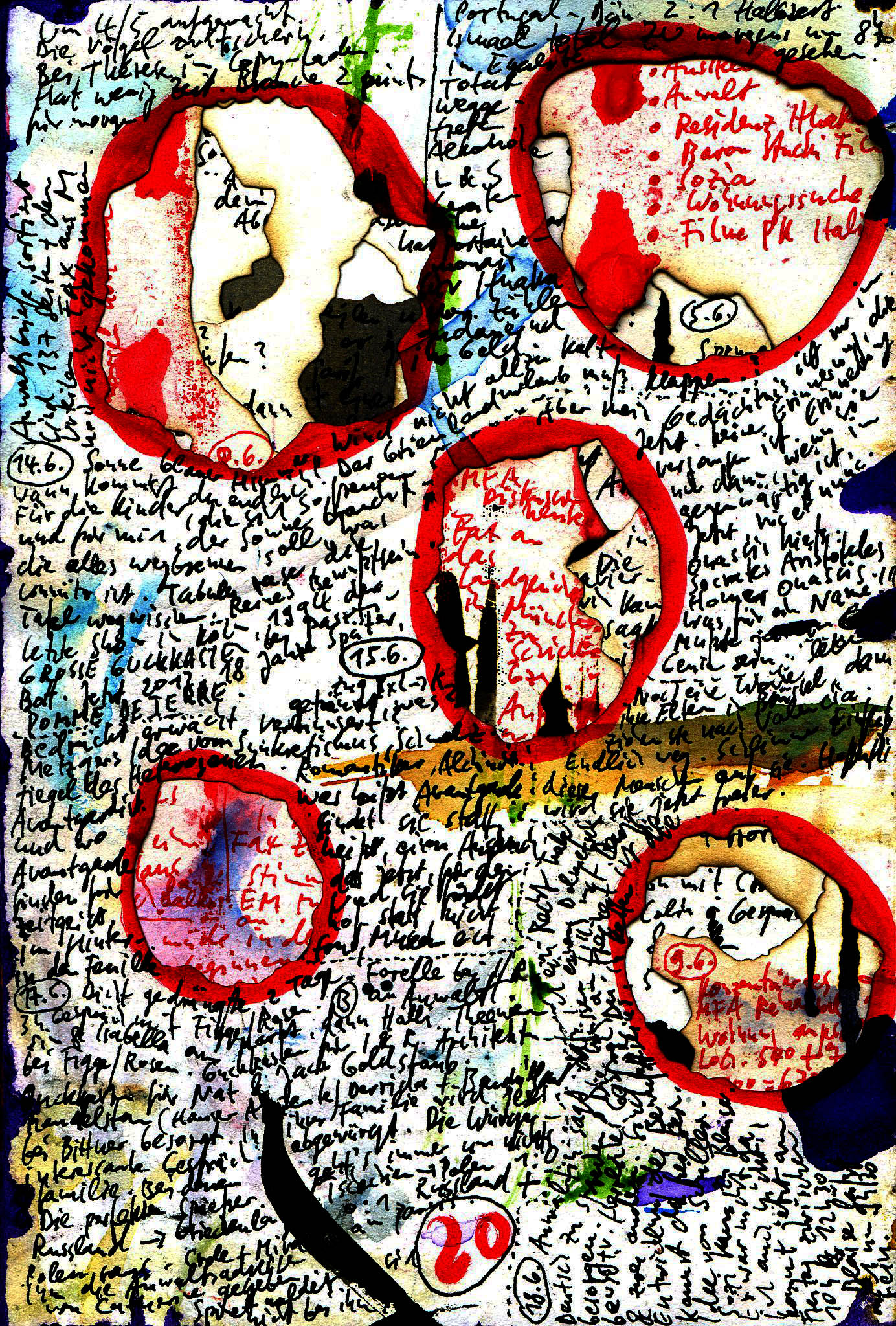
Reisetagebuchseite 14.–16.6.2012

Bohnenberger hat offiziell 22 Heteronyme, unter denen er ausstellt, und ca. 20 inoffizielle, die er für Assistenten gebraucht. Er bezweckt damit ein labyrinthisches Anti-Ich und ein Spiel mit marktkonformen Einordnungen. 

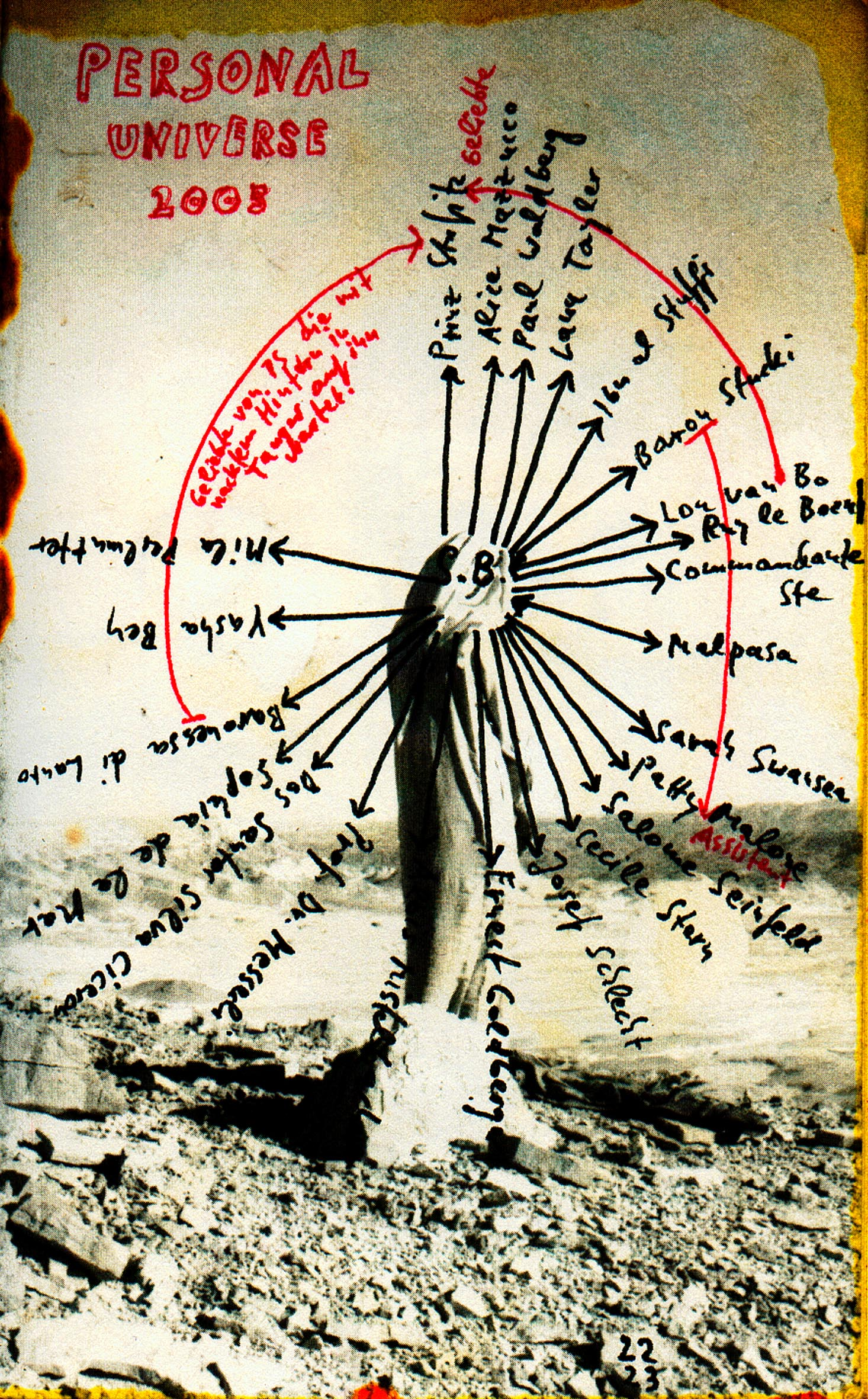
Heteronyme „Personal Universe“, 2005

Von 1986 bis 1989 lebte er zurückgezogen auf einem alten Bauernhof in der Toskana. Ende 1989 zog er nach Köln und blieb dort 14 Jahre. Bohnenberger lebt und arbeitet seit 2003 in Brüssel.

## Werke

### Kunstwerke

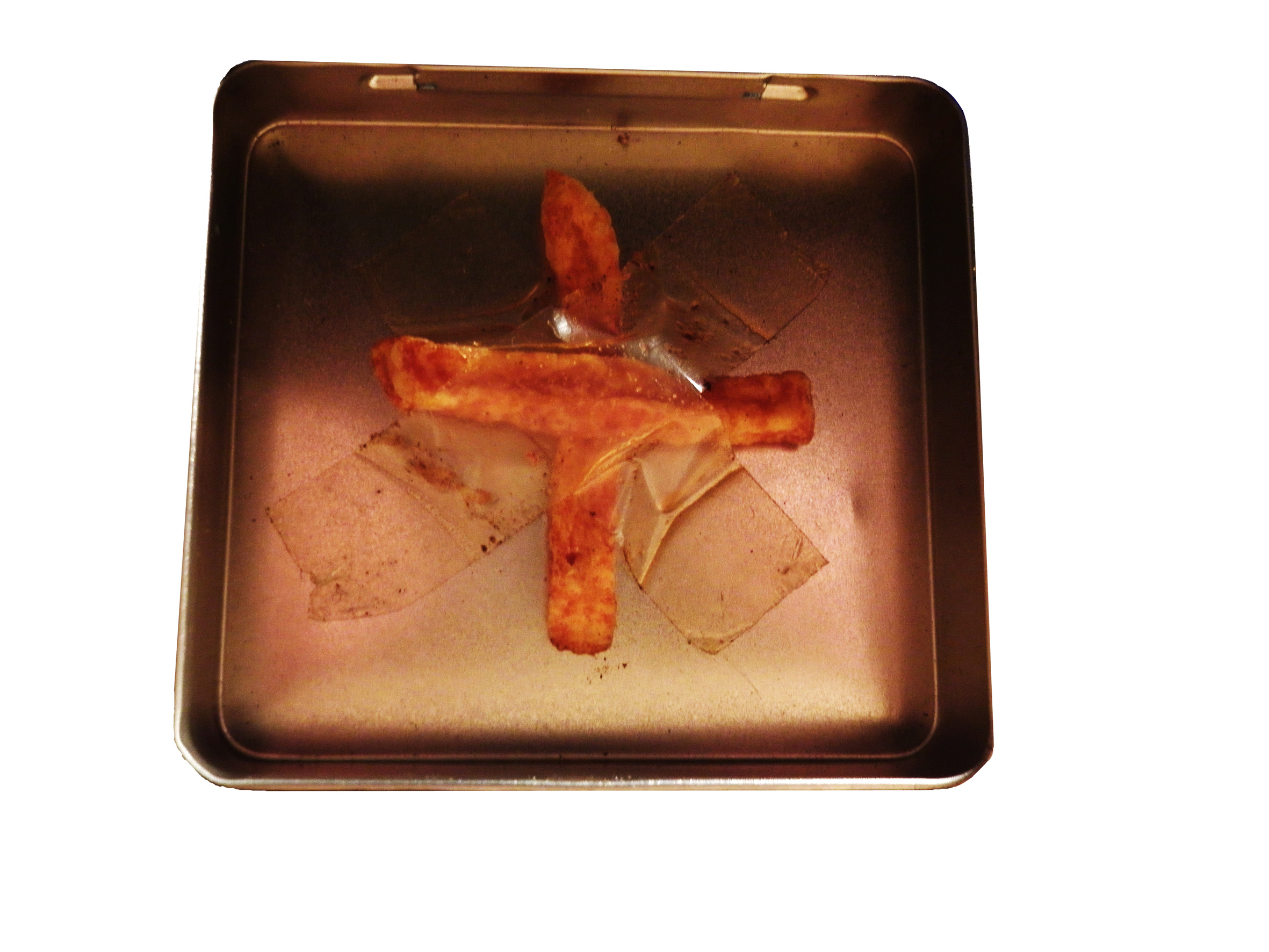
22 Jahre altes Pommeskreuz (Foto von 2012)

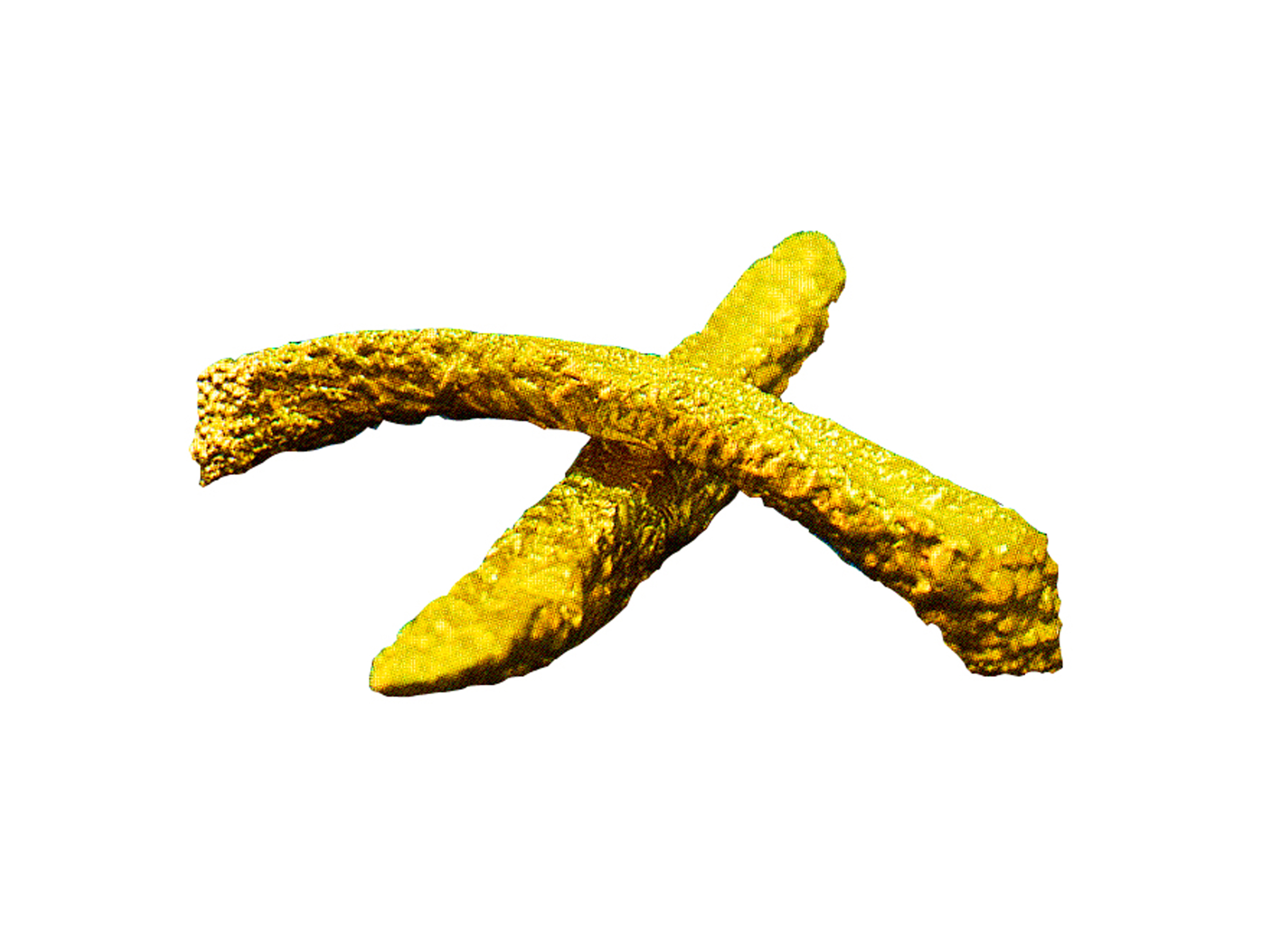
Goldenes Pommeskreuz (24 Karat), 1990

1990 schuf Bohnenberger das Pommeskreuz und die Skulptur Pommes d’Or.  Das Pommeskreuz sind zwei Pommes frites in Kreuzform an die Wand genagelt und war die Vorlage für das Kunstwerk Pommes d’Or, ein Abguss in Gold zweier Frittenstäbchen. Beide wurden 1990 für zwei Monate in einer Ausstellung gezeigt und standen zum Verkauf. Beides fand keinen Abnehmer. Im Jahr 2005 trennten sich der Künstler und die Galerie. Um die Goldskulptur zurückzuerhalten, musste er vor Gericht ziehen. Im Verlauf des Streits wurde auch das Pommeskreuz zurückverlangt, welches aber von der Galerie unauffindbar war. Nach einem sechsjährigen Streit mit seiner ehemaligen Galerie mussten seine Galeristen die Skulptur Pommes d’Or herausgeben und für die zwei verloren gegangenen Frittenstäbchen Schadensersatz zahlen. Der Schaden wurde mit 2.000 Euro beziffert, zuzüglich fünf Prozent Zinsen seit Mai 2010. 90 % der Prozesskosten beider Instanzen musste die Galerie tragen. Nach den üblichen Gebührensätzen wurde das alleine vermutlich weit teurer als der bezifferte Schadensersatz. Damit hatte das OLG eine Entscheidung des Landgerichts München I aufgehoben. Eine Revision wurde nicht zugelassen.

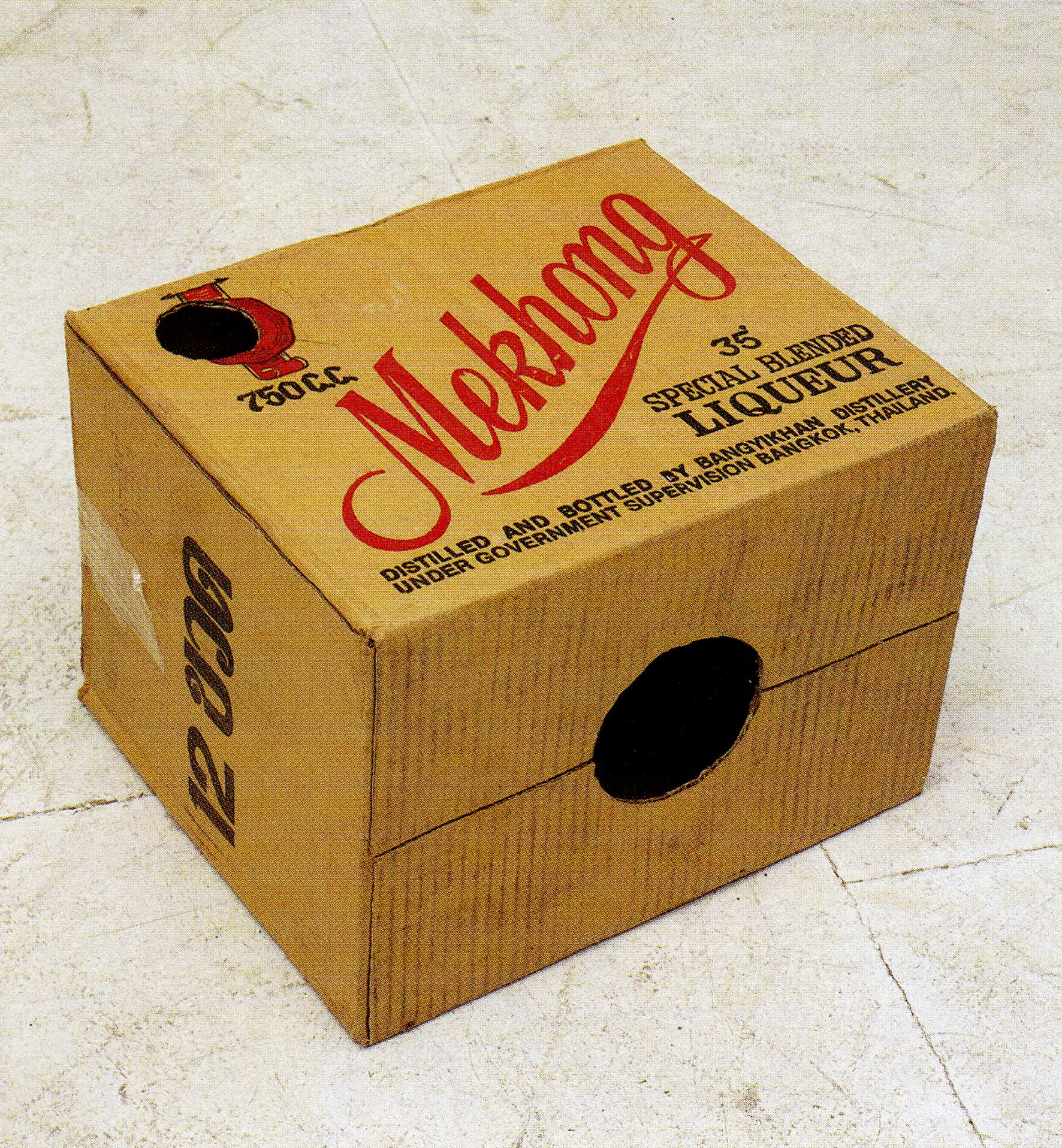
Mekhong Guckkasten, 1992

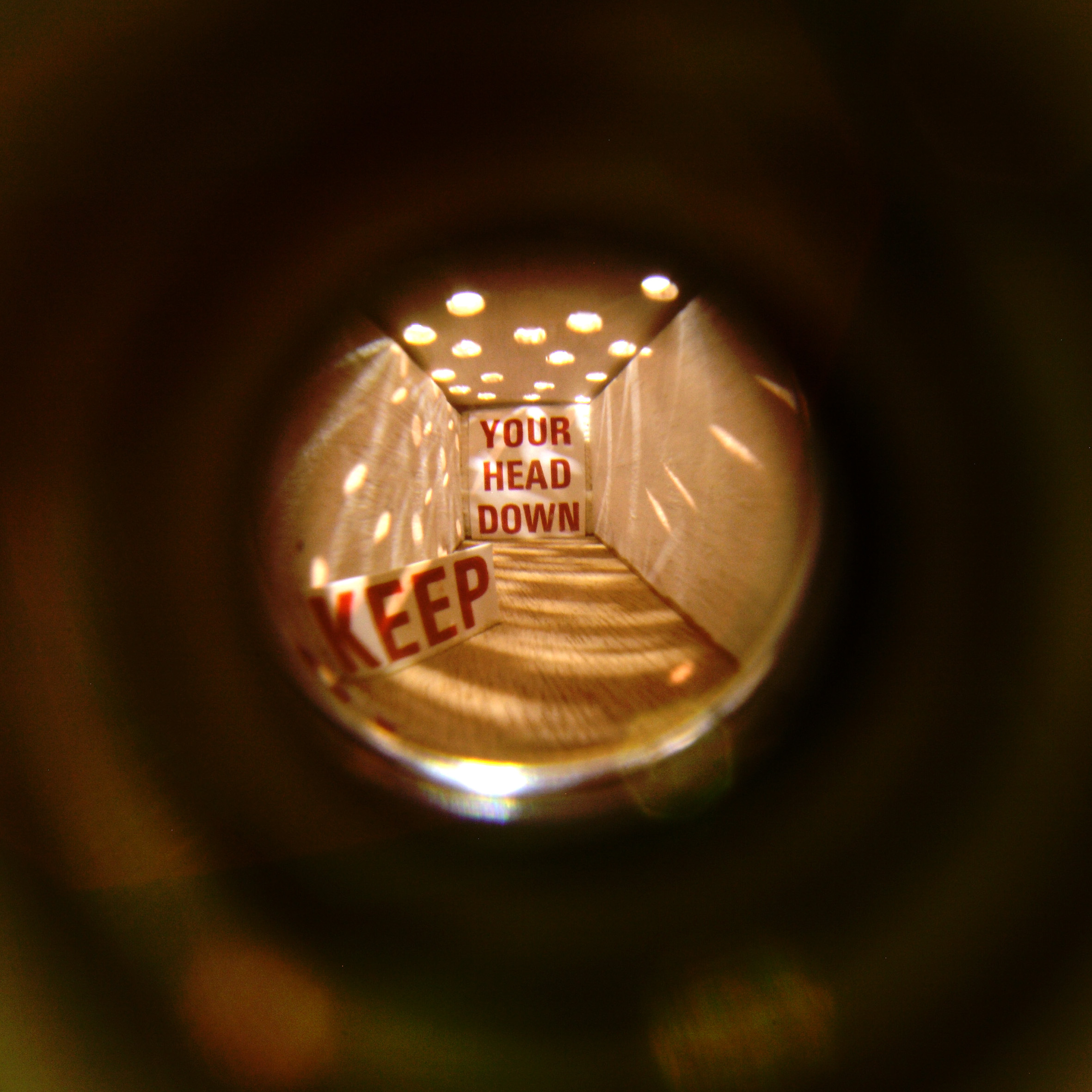
Guckkasten, „Keep your head down“, Innenansicht, Brüssel 2006

Seit 1992 arbeitet Bohnenberger an Guckkästen. Das sind meist kleine Zigarrenkisten oder Tennisbälle/Tischtennisbälle, die mittels eines Türspions einsehbar sind. In den Kästen befinden sich kleine Installationen. So wurde zum Beispiel mit Douglas Henderson (* 1960) ein Guckkasten kreiert, welcher die letzte Szene von „Romeo y Julieta“ mit einem Glockensound unterlegt und animiert. So entstand ein kleines Kino. Die Boxen sind Originale und wurden in verschiedenen Ausführungen in der Galerie Ute Parduhn ausgestellt.
1996 kreierte er das Grand Panorama, einen riesigen Guckkasten, in dem die Werke anderer Künstler zu sehen sind. Das Grand Panorama wurde zunächst in Köln gezeigt und während der folgenden dreizehn Jahren in Venedig, Budapest, Bangalore, Trollhätten, Zagreb, Montevideo, Brüssel und Sofia. Insgesamt nahmen über 300 Künstler aus aller Welt an dem Projekt teil.

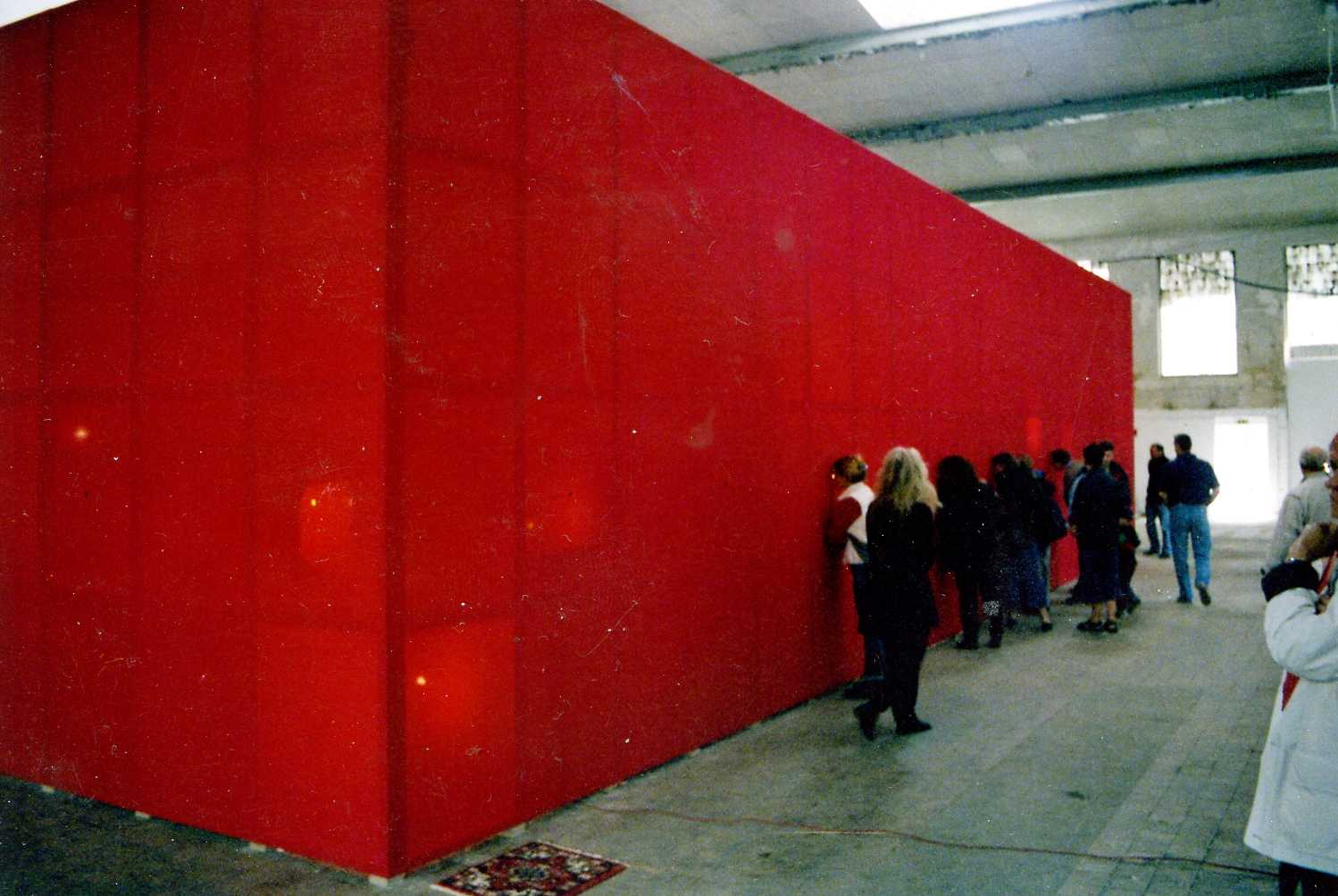
Grand Panorama, Außenansicht, Trollhätten 2001

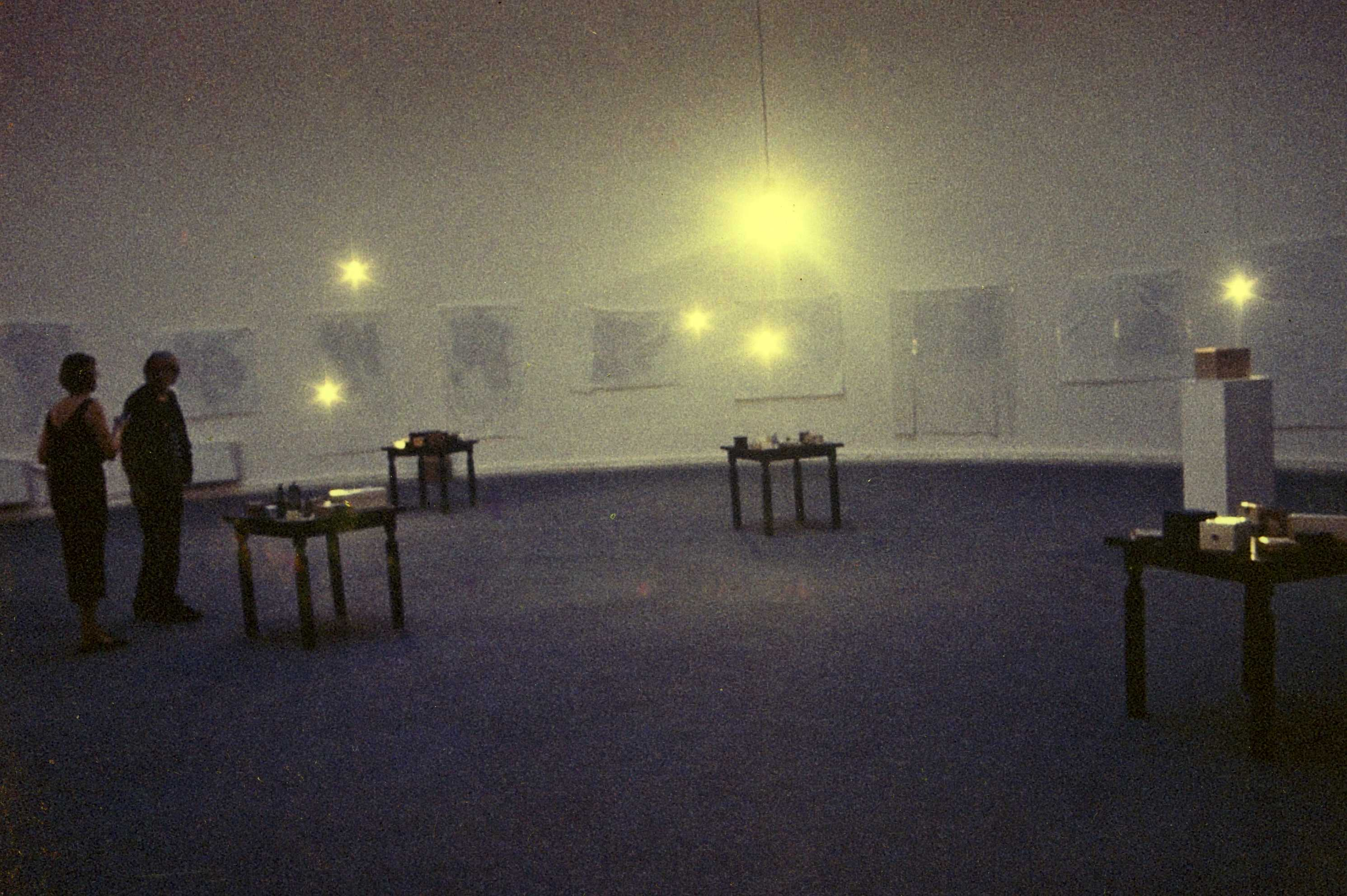
Grand Panorama „Mala Spijonka“, Djamia, Zagreb 2003

## Filmografie (Auswahl)
- 1982: Über die Vergänglichkeit des Augenblickes, mit René Pollesch
- 1984: Missa Solemnis (Kurzfilm in Zusammenarbeit mit Robert Plitt und Charles Citron)
- 1984: Ein Komponist mit Deja Vu Erlebnissen (Kurzfilm)
- 1985: Ein Film über den Film von Heinar Kipphardt: Das Leben des Dichters Alexander März (Kurzfilm)
- 1990: P. am Strand (Kurzfilm)
- 1991: Die Rose (Kurzfilm)
- 1992: Mirage (Kurzfilm mit Andreas Erdmann)
- 1996: Moskau Blue (Kurzfilm in Zusammenarbeit mit Alexander Stempell)
- 1997: Adolf Magdi (Kurzfilm)
- 1997: Shisha (Kurzfilm)
- 1998: Football (Kurzfilm)
- 2001: Shigerat (Film mit Simon Vogel)
- 2003: Donkey Shot (In Zusammenarbeit mit Milena Bochet)
- 2003: Labyrinth of spaces in chronological order (Kurzfilm)
- 2005: Coiffure Liliane, Collectiv L, AJC Productions (Kurzfilm)
- 2006: B-Movie, A-Productions, Brüssel (Kurzfilm)
- 2007: Sucked by Holes (Kurzfilm)
- 2008: Boca do Inferno (Kurzfilm)
- 2009: Square (Kurzfilm)
- 2011: Seances (Kurzfilm)
- 2012: Julius Vietnam (Kurzfilm)

## Ausstellungen (Auswahl)

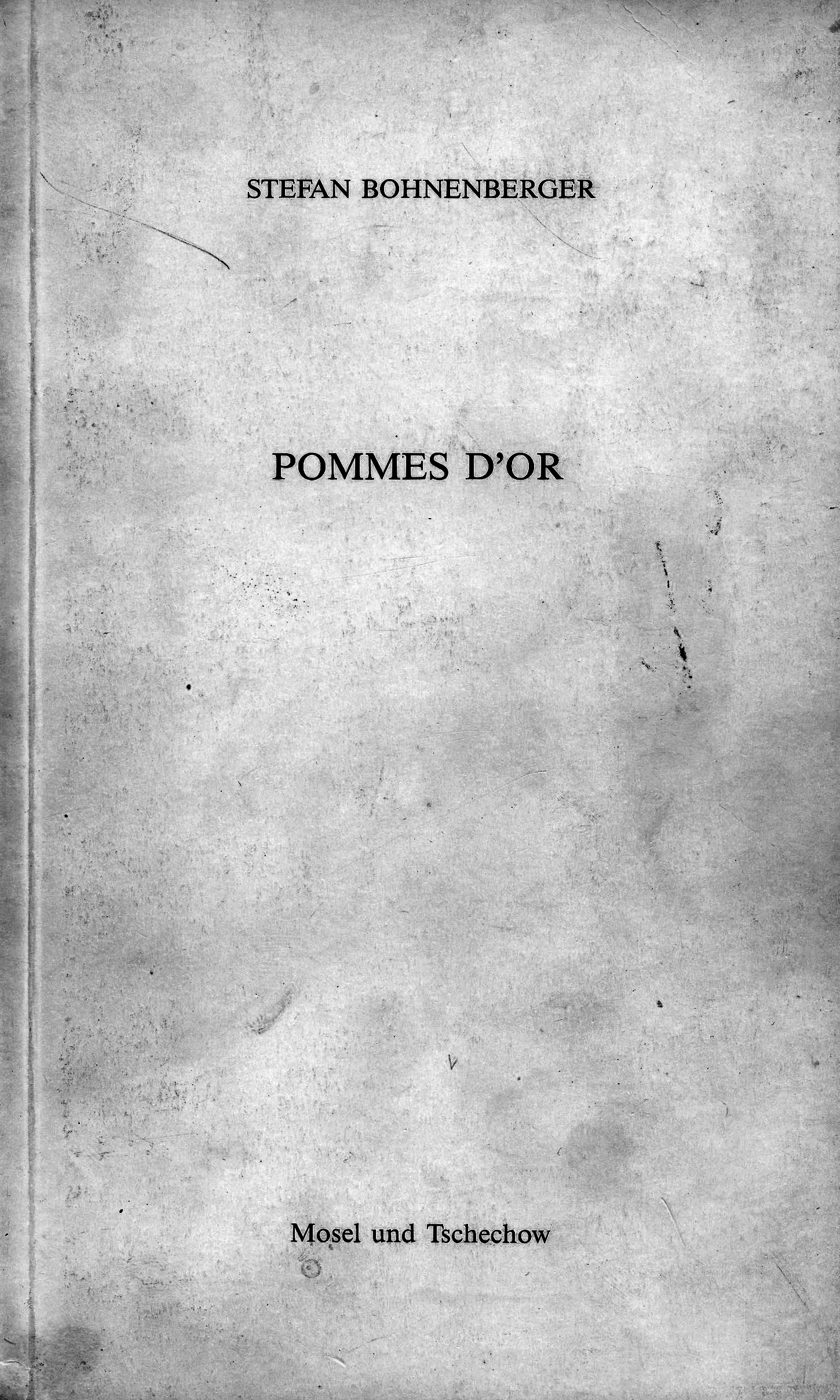
Katalog „Pommes d’Or“, München 1990

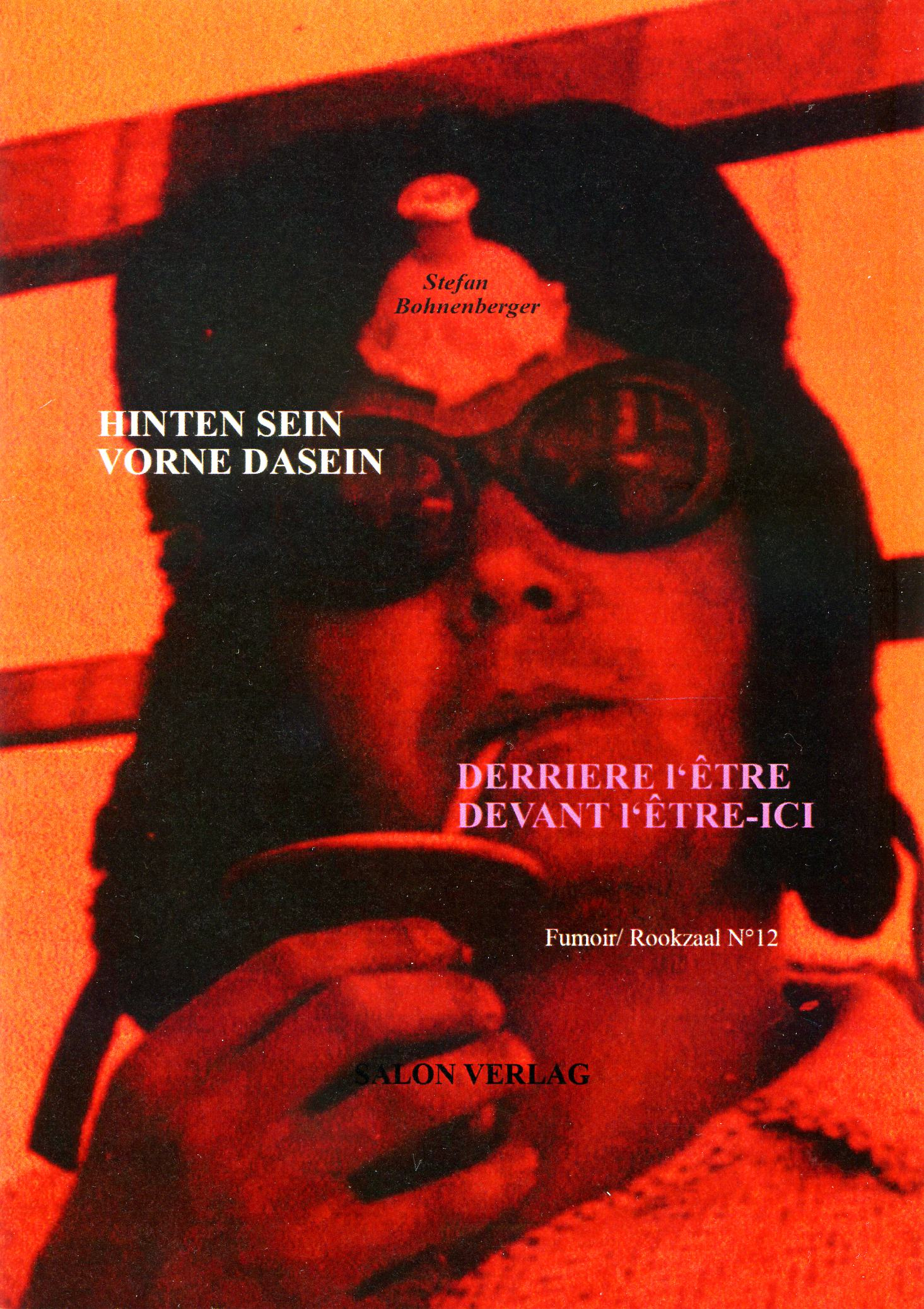
Katalog „Hinten Sein vorne Dasein“, Brüssel 2012

- 1990 Pommes d’Or, Galerie Mosel & Tschechow, München
- 1990 The Köln Show, Galerie Tanja Grunert & Jablonka Galerie, Köln
- 1991 Stefan Bohnenberger / Walter Dahn: Paradise Now, Galerie Six Friedrich und Galerie Mosel & Tschechow, München
- 1991 Das Goldene Zeitalter, Württembergischer Kunstverein Stuttgart[10]
- 1992 Guckkästen zu weissen Nächten, Kunstverein Freiburg[11]
- 1993 Licht-Räume, Museum Folkwang & Bauhaus Dessau
- 1993 Le musée vivant, Museum Agen
- 1994 Rendezvous der Freunde, Mosel & Tschechow, München
- 1994 Apt-Art International, Moskau
- 1994 Der Grosse Guckkasten, Galerie Paszti-Bott, Köln
- 1995 Goldquadrat, Galerie Voges & Deisen, Frankfurt[12]
- 1996 ...Scope, Galerie Pierogi 2000, New York
- 1997 What am I doing here, Hilton Hotel, Amsterdam
- 1998 Kurzfilme im Parkhaus, Parkhaus im Malkastenpark, Düsseldorf[13]
- 1998 Vollkommen gewöhnlich, Germanisches Nationalmuseum, Nürnberg
- 1999 Peep-Peep Bangalore, Goethe-Institut, Bangalore/ Indien
- 2000 On the Road in India, Goethe-Institut, Bangalore & New Delhi
- 2000 Papierarbeiten, Galerie Klein, Bad Münstereifel
- 2001 Prinz Stufitz in Paris, Apt-Art International kuratiert von Jacques Mizrahi, Paris
- 2002 I & You, Internationales Symposium, Bitola/ Mazedonien
- 2003 Mala Spijunka (Grand Panorama), Goethe-Institut, Zagreb
- 2004 Judas (Grand Panorama), Volkshaus Saint Gilles, Brüssel
- 2006 Weekend en Polyphrenie, Galerie Les Contemporains, Brüssel
- 2007 New Peep Works, Pierogi Leipzig
- 2007 Stefan Bohnenberger / David Scher, Pierogi Leipzig
- 2009 ganz kleines Kino, mit Douglas Henderson, Galerie Ute Parduhn, Düsseldorf[14]
- 2010 Synergy, Museum Felician Rops, Namur/ Belgien
- 2011 Hinten Sein, vorne Dasein, Fumoir/Rookzaal, Brüssel
- 2011 Siegwalt/ Görlitz/ Bohnenberger, Eva Siegwalt Foundation, Paris
- 2012 Pomme de Terre, Figge von Rosen Galerie, Köln

## Publikationen
Autor von
- Stefan Bohnenberger/ Secret Lovers, xyz Verlag, Köln, 1990
- Stefan Bohnenberger/ Pommes d’Or, Mosel und Tschechow, Galerie & Verlag KG, München, 1990. ISBN 3-925987-09-6
- Stefan Bohnenberger/ Walter Dahn/ Paradise Now 1&2, Mosel und Tschechow, Galerie & Verlag KG, München, 1991. ISBN 3-925987-11-8
- Guckkästen zu weissen Nächten, Stephan Berg, Kunstverein Freiburg + Mosel und Tschechow München, 1992. ISBN 3-925987-12-6
- Stefan Bohnenberger/ Ein Daumenkino, Stempell Publikationen, Köln, 1993
- Stefan Bohnenberger/ Apt-Art Int., Stempell Publikationen, Köln, 1995
- A Nagy Sztereoszkóp, Budapest, 1995. ISBN 963-04-5868-3
- Der Große Guckkasten / The Grand Panorama, Köln-Venedig-Budapest, 1996. ISBN 963-04-7376-3
- Stefan Bohnenberger/ Sit down & continue, Salon-Verlag, Köln, 1998. ISBN 3-932189-74-4
- Peep-peep Bangalore, Goethe-Institut Bangalore im Salon-Verlag, Köln, 2000. ISBN 3-89770-099-9
- Stefan Bohnenberger/ On the Road in India, Goethe-Institut Bangalore im Salon-Verlag, Köln, 2000. ISBN 3-89770-083-2
- Prinz Stufitz, mein Indienalbum, Salon-Verlag, Köln, 2003. ISBN 3-932189-32-9
- Prof. Dr. Messerli – Polyphrenia Continuum, Salon-Verlag, Köln, 2008. ISBN 978-3-89770-313-1
- Wenn Werte Form werden, Goethe-Institut Bulgarien im Salon-Verlag Köln, 2009. ISBN 978-3-89770-347-6
- Baron Stucki & the vakuum smoke hole burner, The Messerli clinical continuum archive, MCAA Zürich, 2011
- Stefan Bohnenberger/ Hinten sein, vorne Dasein. Fumoir/ Rookzaal, Brüssel, Salon-Verlag, Köln, 2012. ISBN 978-3-89770-407-7
- Stefan Bohnenberger/ Die Prozesse, Galerie Figge von Rosen Köln/ Berlin im Salon-Verlag, Köln, 2012. ISBN 978-3-89770-420-6

Beteiligt an
- Das Goldene Zeitalter, Edition Cantz, Ostfildern-Ruit, 1991. ISBN 3-89322-362-2
- Arte Povera 1971 und 20 Jahre danach, DuMont Buchverlag Köln, 1991. ISBN 3-7701-2865-6
- Aneignung von Welten, Wittmaack Verlag Dortmund, 1992. ISBN 3-9802117-8-9
- Vom Daumenkino/ Alexander Stempell, Stempell Publikationen, Köln, 1993
- Goldquadrat/ Wolf Guenter Thiel, Galerie Voges & Deisen, 1995
- Shigerat/ Materialsammlung zum Film, Salon-Verlag, Köln, 2002. ISBN 3-89770-168-5
- Mala špijunka/ Die kleine Spionin, Školska knjiga Verlag, Zagreb, 2004. ISBN 953-0-61576-0
- The Residents, Argos Centre for arts & media, Brüssel, 2007. ISBN 978-90-76855-23-3
- Schnouf faster Ted/ Stephanie Benzaquen, CQOA London, 2012

Thema in
- Mala špijunka = Die kleine Spionin, 2004. Ausstellungskatalog. Herausgeber. Školska knjiga Verlag, Zagreb. ISBN 953-0-61576-0
- Prof. Dr. Messerli – Polyphrenia Continuum, Salon-Verlag, Köln, 2008. ISBN 978-3-89770-313-1